# Lijst van rijksmonumenten in IJlst
De plaats IJlst (Drylts) telt 43 inschrijvingen in het rijksmonumentenregister. Hieronder een overzicht. 
| Object                                                                                                 | Oorspronkelijke functie?  | Bouwjaar                                     | Architect            | Locatie                                      | Coördinaten?                 | Nr.?   | Afbeelding        |
| --- | ------------------------- | -------------------------------------------- | -------------------- | -------------------------------------------- | ---------------------------- | ------ | ----------------- |
| Terpensmole                                                                                            | Industrie- en poldermolen | 1982                                         |                      | langs de Geau, ca. 500 m ten n.o. van De Rat | 53° 0' 53" NB, 5° 37' 45" OL | 22914  | Meer afbeeldingen |
| Pand met stenen onderbouw in hout verhoogd en gedekt door een zadeldak met voorschild                  | Nijverheid                |                                              |                      | Eegracht 1                                   | 53° 0' 37" NB, 5° 37' 19" OL | 39854  | Meer afbeeldingen |
| Eenvoudig breed pand onder schilddak met hoekschoorstenen                                              | Woonhuis                  |                                              |                      | Eegracht 2                                   | 53° 0' 37" NB, 5° 37' 19" OL | 39855  | Meer afbeeldingen |
| Doopsgezinde kerk                                                                                      | Kerk en kerkonderdeel     | 1857 (gevel)                                 | M. Molenaar          | Eegracht 28                                  | 53° 0' 34" NB, 5° 37' 24" OL | 39856  | Meer afbeeldingen |
| De Messingklopper                                                                                      | Woonhuis                  | 1669 1926 (rest.)                            | D. Meintema (1926)   | Eegracht 31                                  | 53° 0' 34" NB, 5° 37' 24" OL | 39857  | Meer afbeeldingen |
| Breed pand onder schilddak met hoekschoorstenen en grote dakkapel                                      | Woonhuis                  | 19e eeuw                                     |                      | Eegracht 39                                  | 53° 0' 32" NB, 5° 37' 24" OL | 39858  | Meer afbeeldingen |
| Pand met verdieping onder zadeldak tegen geheel bakstenen puntgevel doorsneden door twee waterlijsten  | Woonhuis                  | 17e eeuw                                     |                      | Eegracht 44                                  | 53° 0' 31" NB, 5° 37' 25" OL | 39859  | Meer afbeeldingen |
| Mauritiuskerk. Hervormde kerk                                                                          | Kerk en kerkonderdeel     | 1830 1868 (uitbr.)                           |                      | Eegracht 48                                  | 53° 0' 30" NB, 5° 37' 26" OL | 39860  | Meer afbeeldingen |
| Hervormde kerk, toren                                                                                  | Kerk en kerkonderdeel     | 1830                                         |                      | bij Eegracht 48                              | 53° 0' 30" NB, 5° 37' 26" OL | 39861  | Meer afbeeldingen |
| Pand onder zadeldak tegen puntgevel                                                                    | Woonhuis                  | 17e eeuw                                     |                      | Eegracht 60                                  | 53° 0' 29" NB, 5° 37' 27" OL | 39862  | Meer afbeeldingen |
| Pand onder zadeldak tegen puntgevel                                                                    | Woonhuis                  | 17e eeuw                                     |                      | Eegracht 61                                  | 53° 0' 28" NB, 5° 37' 27" OL | 39863  | Meer afbeeldingen |
| Pand onder hoge dwarskap tegen zijgevel van gele steen met rode vlechtingen, onder een dak met nr. 100 | Woonhuis                  |                                              |                      | Eegracht 99                                  | 53° 0' 24" NB, 5° 37' 32" OL | 39864  | Meer afbeeldingen |
| Pand onder hoge dwarskap tegen zijgevel van gele steen met rode vlechtingen, onder een dak met nr. 99  | Woonhuis                  |                                              |                      | Eegracht 100                                 | 53° 0' 23" NB, 5° 37' 33" OL | 39865  | Meer afbeeldingen |
| Pand onder zadeldak tegen puntgevel met vlechtingen langs de zijden                                    | Woonhuis                  | 17e eeuw                                     |                      | Galamagracht 4                               | 53° 0' 39" NB, 5° 37' 22" OL | 39866  | Meer afbeeldingen |
| Pand met verdieping onder schilddak met topschoorsteen en lijstgoot                                    | Woonhuis                  |                                              |                      | Galamagracht 5                               | 53° 0' 38" NB, 5° 37' 22" OL | 39867  | Meer afbeeldingen |
| Pand onder schilddak met topschoorsteen                                                                | Werk-woonhuis             |                                              |                      | Galamagracht 6                               | 53° 0' 38" NB, 5° 37' 22" OL | 39868  | Meer afbeeldingen |
| Laag pand onder zadeldak met voorschild en dakkapel                                                    | Woonhuis                  |                                              |                      | Galamagracht 47                              | 53° 0' 32" NB, 5° 37' 27" OL | 39869  | Meer afbeeldingen |
| Pand onder dwarskap tussen topgevels van gele steen met vlechtingen van rode steen langs de zijden     | Woonhuis                  |                                              |                      | Galamagracht 53                              | 53° 0' 30" NB, 5° 37' 29" OL | 39870  | Meer afbeeldingen |
| Eenvoudig pand onder zadeldak met voorschild                                                           | Woonhuis                  |                                              |                      | Galamagracht 55                              | 53° 0' 30" NB, 5° 37' 29" OL | 39871  | Meer afbeeldingen |
| Pand onder zadeldak met voorschild en versierd bovenlicht                                              | Woonhuis                  |                                              |                      | Galamagracht 57                              | 53° 0' 29" NB, 5° 37' 30" OL | 39872  | Meer afbeeldingen |
| Vijf traveeën breed pand onder breed zadeldak met voorschild                                           | Woonhuis                  | 18e eeuw                                     |                      | Galamagracht 54                              | 53° 0' 30" NB, 5° 37' 29" OL | 39873  | Meer afbeeldingen |
| Pand onder zadeldak met voorschild                                                                     | Woonhuis                  | 18e eeuw                                     |                      | Galamagracht 75                              | 53° 0' 27" NB, 5° 37' 31" OL | 39874  | Meer afbeeldingen |
| Eenvoudig pand onder zadeldak met voorschild                                                           | Woonhuis                  | 18e eeuw                                     |                      | Galamagracht 76                              | 53° 0' 27" NB, 5° 37' 32" OL | 39875  | Meer afbeeldingen |
| Pand onder zadeldak met aankapping en voorschild                                                       | Woonhuis                  |                                              |                      | Galamagracht 80                              | 53° 0' 26" NB, 5° 37' 32" OL | 39876  | Upload foto       |
| Pand met lijstgoot onder schilddak met dakkapellen in het voorschild                                   | Dienstwoning              |                                              |                      | Geeuwkade 20                                 | 53° 0' 46" NB, 5° 37' 25" OL | 39877  | Meer afbeeldingen |
| Pand onder schilddak                                                                                   | Dienstwoning              |                                              |                      | Geeuwkade 20a                                | 53° 0' 46" NB, 5° 37' 25" OL | 39878  | Meer afbeeldingen |
| Houten theekoepel op achthoekige plattegrond met afgesnoten hoeken                                     | Tuin, park en plantsoen   | ca. 1860                                     |                      | Popmawal 16                                  | 53° 0' 42" NB, 5° 37' 24" OL | 39879  | Meer afbeeldingen |
| De Rat                                                                                                 | Industrie- en poldermolen | 1683 1828 (plaatsing op huidige locatie)     |                      | Sneekerpad 16                                | 53° 0' 46" NB, 5° 37' 37" OL | 39880  | Meer afbeeldingen |
| Woning onder zadeldak met voorschild, topschoorsteen en dakkapel                                       | Woonhuis                  | 19e eeuw                                     |                      | Uilenburg 8                                  | 53° 0' 37" NB, 5° 37' 17" OL | 39881  | Meer afbeeldingen |
| Pand onder zadeldak tegen halsgevel met dolfijnen als aanzetkrullen                                    | Woonhuis                  | 1755                                         |                      | Uilenburg 10                                 | 53° 0' 37" NB, 5° 37' 16" OL | 39882  | Meer afbeeldingen |
| Pand onder breed zadeldak tegen eenvoudige bakstenen puntgevel                                         | Boerderij                 | 17e eeuw                                     |                      | Uilenburg 12                                 | 53° 0' 37" NB, 5° 37' 15" OL | 39883  | Meer afbeeldingen |
| Pand onder zadeldak tegen bakstenen puntgevel met aanzetkrullen                                        | Woonhuis                  | 1779                                         |                      | Uilenburg 18                                 | 53° 0' 37" NB, 5° 37' 13" OL | 39884  | Meer afbeeldingen |
| Pand onder zadeldak tegen bakstenen puntgevel met aanzetkrullen                                        | Werk-woonhuis             | 1784                                         |                      | Uilenburg 19                                 | 53° 0' 37" NB, 5° 37' 13" OL | 39885  | Meer afbeeldingen |
| Rispens State                                                                                          | Boerderij                 |                                              |                      | Uilenburg 56                                 | 53° 0' 37" NB, 5° 37' 4" OL  | 39886  | Meer afbeeldingen |
| Breed pand onder schilddak met hoekschoorstenen en dakkapel                                            | Woonhuis                  | 19e eeuw                                     |                      | Zevenpelsen 3                                | 53° 0' 39" NB, 5° 37' 15" OL | 39887  | Meer afbeeldingen |
| Pand met verdieping onder zadeldak tegen gevel met rechte kroonlijst en grote tympaan                  | Woonhuis                  | 19e eeuw                                     |                      | Zevenpelsen 7                                | 53° 0' 39" NB, 5° 37' 13" OL | 39888  | Meer afbeeldingen |
| Pand onder zadeldak met voorschild met topschoorsteen en bewerkte dakkapel                             | Bedrijfs-,fabriekswoning  | 1871                                         |                      | Zevenpelsen 8                                | 53° 0' 39" NB, 5° 37' 13" OL | 39889  | Meer afbeeldingen |
| Veldhoen                                                                                               | Boerderij                 |                                              |                      | Ruterpolderwei 3                             | 53° 0' 5" NB, 5° 37' 38" OL  | 39890  | Meer afbeeldingen |
| Orgel in Stadslaankerk                                                                                 | Vanwege onderdelen kerk   | 1836 (oorspr.) 1911 (plaatsing) 1984 (rest.) | W. van Gruisen       | Stadslaan 10                                 | 53° 0' 40" NB, 5° 37' 12" OL | 460749 | Meer afbeeldingen |
| Woonhuis in ecletische stijl                                                                           | Woonhuis                  | 1868                                         | A. Breunissen Troost | Galamagracht 46                              | 53° 0' 32" NB, 5° 37' 27" OL | 515176 | Meer afbeeldingen |
| Woonhuis in eclectische stijl, hek en muur                                                             | Erfscheiding              | 1868                                         | A. Breunissen Troost | bij Galamagracht 46                          | 53° 0' 32" NB, 5° 37' 27" OL | 515177 | Meer afbeeldingen |
| Schaatsenfabriek Frisia                                                                                | Industrie                 | 1880 ca. 1925 (verb.)                        |                      | Uilenburg 1                                  | 53° 0' 37" NB, 5° 37' 18" OL | 515182 | Meer afbeeldingen |
| Oude stadhuis                                                                                          | Bestuursgebouw en onderdl | 1859                                         | A. Breunissen Troost | Galamagracht 49                              | 53° 0' 31" NB, 5° 37' 29" OL | 515183 | Meer afbeeldingen |
| Windmotorenfabriek Bakker                                                                              | Industrie                 | 1895                                         |                      | Zevenpelsen 25                               | 53° 0' 39" NB, 5° 37' 3" OL  | 515185 | Meer afbeeldingen |